# Michael Stewart (basket-ball)
Pour les articles homonymes, voir Stewart et Michael Stewart.
Michael Curtis « Yogi » Stewart, né le 24 avril 1975 à Cucq en France, est un ancien joueur américain de basket-ball évoluant en NBA.

## Biographie
Stewart a commencé au Kennedy High à Sacramento en Californie. Sa dernière équipe était les Hawks d'Atlanta.